# Helmut Gabriel (Fußballspieler)
Helmut Gabriel (* 3. Oktober 1968) ist ein ehemaliger deutscher Fußballspieler.

## Werdegang
Helmut Gabriel nahm als Jugendspieler an der U-16-Fußball-Weltmeisterschaft 1985 teil und wurde Vize-Weltmeister. Zu dieser Zeit spielte er beim SC Neheim, von dem aus er zum FC Schalke 04 wechselte. Von Schalke ging Gabriel in die Schweiz zum FC Winterthur, nach einem Jahr kehrte er zurück nach Deutschland zum BSV Stahl Brandenburg. Er spielte ein Jahr in der DDR-Oberliga und ein Jahr in der 2. Bundesliga, in der der letzte Tabellenplatz belegt wurde, dem der Abstieg folgte. Gabriel wechselte 1992 zum VfB Leipzig und stieg nach der Saison 1992/93, dem Spieljahr mit 24 Mannschaften in einer Staffel, in die Bundesliga auf. Er belegte mit dem VfB in der Bundesligasaison 1993/94 den letzten Tabellenplatz und stieg wieder ab. Gabriel wechselte anschließend den Arbeitgeber und ging zu Rot-Weiss Essen in die Regionalliga West/Südwest. Nach zwei Jahren schnürte er die Schuhe für den 1. FSV Mainz 05, mit denen er in der 2. Bundesliga spielte. Nach seiner Zeit in Mainz spielte er noch für den Regionalligisten 1. FC Saarbrücken. Seine Karriere ließ Gabriel in der Saison 2003/04 beim Oberliga-Aufsteiger Sportfreunde Köllerbach ausklingen.